# Der Staatsanwalt hat das Wort: Am Mozartplatz
Am Mozartplatz ist ein deutscher Fernsehfilm von Helmut Söllig aus dem Jahr 1966. Das kriminologische Fernsehspiel erschien als 5. Folge der Filmreihe Der Staatsanwalt hat das Wort.

## Handlung
Auf der Großbaustelle am Mozartplatz kommt es auf Grund mangelhafter Zusammenarbeit zwischen Betriebsleiter und Haupttechnologen zu einem folgenschweren Unfall, bei dem Brigadier Mahnke tödlich verletzt wird.

## Produktion
Am Mozartplatz entstand Ende 1966 im Zuständigkeitsbereich des DDR-Fernsehfunks, Bereich Dramatische Kunst.
Szenenbild: Heinz-Helmut Bruder; Kostüme: Margarete Salow; Dramaturgin: Käthe Riemann; Kommentar: Peter Przybylski.
Im Abspann wird den Kollegen vom VEB-Hochbaukombinat Berlin für die Unterstützung bei den Filmaufnahmen gedankt.